# Sjug

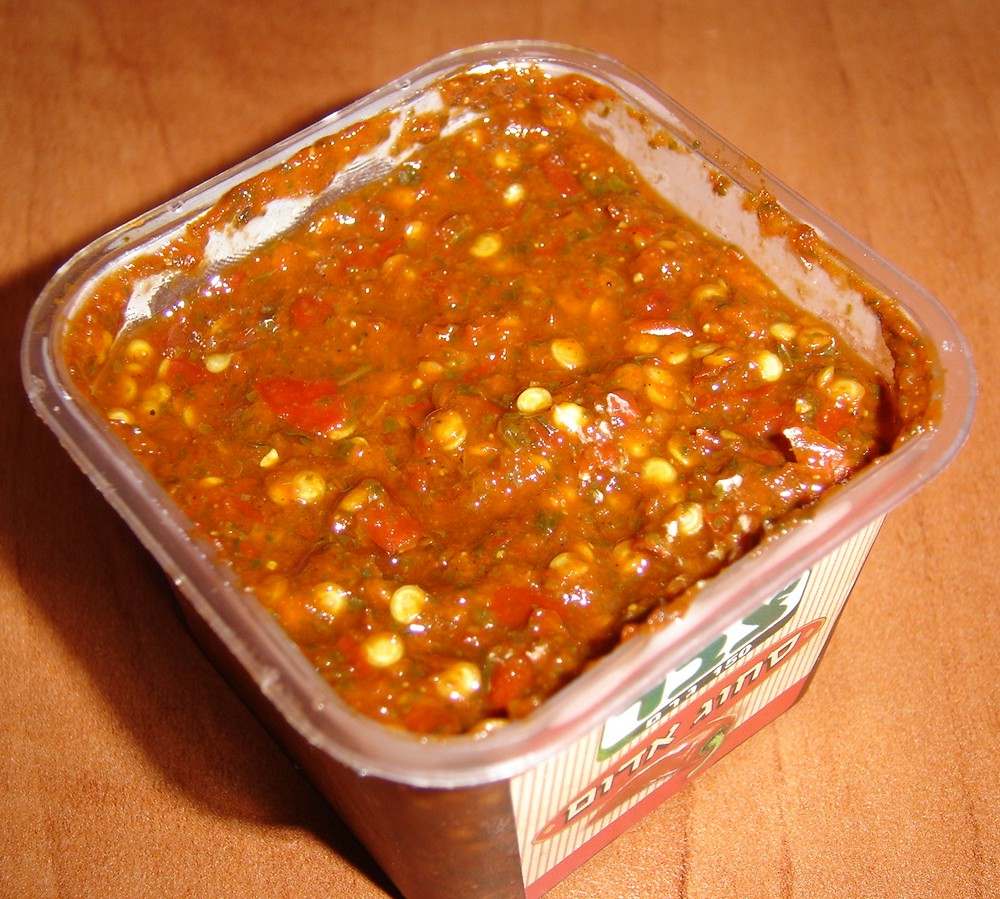
Bote de Skhug.

El sahawiq (en árabe: سحاوق‎), frecuentemente contraído como sjug, (también deletreado z'hug), bisbás (بسباس) o, en Israel, también jarif (en hebreo חָרִיף 'picante', aunque muchas veces también se llama סְחוּג sjug), es una salsa picante originaria de la gastronomía yemení y extendida por otros lugares de Oriente Medio. Es un popular condimento en Israel, ya que fue llevada a Israel por los judíos de Yemen.

## Características
El sjug está elaborado con pimientos picantes con cilantro, ajo y diversas especias. El sjug adom está elaborado con pimientos rojos. El denominado sjug yarok sin embargo emplea pimientos verdes. El sjug chum es sjug yarok con tomates como uno de sus ingredientes. Es posible elaborar sjug que sea menos picante añadiendo más coriandro y salsa de tomate a los ingredientes. Otro sjug muy popular en Israel es sjug temani que se elabora con pimientos verdes de diversas especies. En Israel es un condimento muy habitual en los puestos de shawarma.